# داتسون ۲۰۰بی
داتسون ۲۰۰بی (Datsun ۲۰۰B) خودرویی است که در سال‌های ۱۹۷۷–۱۹۸۱تولید شده‌است. طراحی آن خودروهای موتور جلو-محور عقب بوده است.